# 皮奥涅尔斯科耶 (卢甘斯克州)
皮奥涅尔斯科耶（俄語：Пионерское），乌克兰称蘇霍迪爾（羅馬化：Sukhodil）是位於烏克蘭東部盧漢斯克州卢汉斯克区卢汉斯克市镇的村莊，2014年起遭俄羅斯方面佔領。該村始建於1695年，面積0.95平方公里，海拔高度42米。

## 历史
该村坐落于北顿涅茨河右岸，村北流过的北顿涅茨河是2015年《新明斯克协议》后乌克兰与顿巴斯民间武装的实际分界线。
2016年依據乌克兰去共化法律，村名改为苏霍迪尔。

## 人口
2001年人口402，其中56.22%是乌克兰族，42.04%是俄罗斯族，其他民族占比1.74%。